# Fidschianische Rugby-League-Nationalmannschaft
Die fidschianische Rugby-League-Nationalmannschaft, auch bekannt unter ihrem Spitznamen Fiji Bati, vertritt Fidschi auf internationaler Ebene in der Sportart Rugby League. Sie zählt zu den stärksten Nationalmannschaften der Welt, nimmt regelmäßig an der Rugby-League-Weltmeisterschaft teil und belegt einen vorderen Rang in den RLIF World Rankings.

## Geschichte
Auch wenn fidschianische Spieler auf eine lange Tradition in der australischen National Rugby League und ihren Vorgängerwettbewerben zurückblicken können, wurde die Nationalmannschaft erst 1992 ins Leben gerufen. Im ersten Spiel unterlag man Samoa mit 18:32. 1995 gaben die Fiji Bati ihre WM-Premiere, scheiterten aber in der Vorrunde an den internationalen Schwergewichten England und Australien. Fünf Jahre später wiederholte sich dieses Schicksal. Erst 2008 überstand das Team erstmals die Vorrunde, war aber im Halbfinale gegen die Australier chancenlos. Auch 2013 erwiesen sich im Halbfinale die Kangaroos als zu stark. 2017 bezwang Fidschi im Viertelfinale die hoch favorisierten Neuseeländer mit 4:2, scheiterte dann aber zum dritten Mal in Folge im Halbfinale an Australien.